# Herminie Sjöstrand
Hilda Herminie Selma Sofie Sjöstrand, född von Stahl 1 december 1831 i Stockholm, död 15 juni 1884 på Hyvinge järnvägsstation i Finland, var en svensk-finländsk konstnär.
Hon var dotter till Herman von Stahl och Selma Fredrika Amalia Ortman och från 1859 gift med Carl Eneas Sjöstrand samt mor till Helmi Sjöstrand. Hon utbildade sig troligen vid Konstakademien i Stockholm där hon medverkade med ett Gubbhufvud vid akademiens utställning 1858.